# Lijst van voetbalinterlands Albanië - Georgië
Deze lijst van voetbalinterlands is een overzicht van alle officiële voetbalwedstrijden tussen de nationale teams van Albanië en Georgië. De landen hebben tot op heden zeventien keer tegen elkaar gespeeld. De eerste ontmoeting, een kwalificatiewedstrijd voor het Europees kampioenschap voetbal 1996, was in Tirana op 14 december 1994. Het laatste duel, een groepswedstrijd tijdens de UEFA Nations League 2024/25, vond plaats op 14 oktober 2024 in Tbilisi.

## Wedstrijden
| №  | Plaats   | Datum             | Competitie                  | Wedstrijd         | Uitslag |
| -- | -------- | ----------------- | --------------------------- | ----------------- | ------- |
| 1  | Tirana   | 14 december 1994  | EK 1996 kwalificatie        | Albanië − Georgië | 0 − 1   |
| 2  | Tbilisi  | 26 april 1995     | EK 1996 kwalificatie        | Georgië − Albanië | 2 − 0   |
| 3  | Ta' Qali | 8 februari 1998   | Vriendschappelijk           | Albanië − Georgië | 0 − 3   |
| 4  | Tbilisi  | 5 september 1998  | EK 2000 kwalificatie        | Georgië − Albanië | 1 − 0   |
| 5  | Tirana   | 9 oktober 1999    | EK 2000 kwalificatie        | Albanië − Georgië | 2 − 1   |
| 6  | Tbilisi  | 6 september 2003  | EK 2004 kwalificatie        | Georgië − Albanië | 3 − 0   |
| 7  | Tirana   | 10 september 2003 | EK 2004 kwalificatie        | Albanië − Georgië | 3 − 1   |
| 8  | Tbilisi  | 8 september 2004  | WK 2006 kwalificatie        | Georgië − Albanië | 2 − 0   |
| 9  | Tirana   | 4 juni 2005       | WK 2006 kwalificatie        | Albanië − Georgië | 3 − 2   |
| 10 | Tirana   | 22 maart 2006     | Vriendschappelijk           | Albanië − Georgië | 0 − 0   |
| 11 | Tirana   | 10 juni 2009      | Vriendschappelijk           | Albanië − Georgië | 1 − 1   |
| 12 | Tbilisi  | 29 februari 2012  | Vriendschappelijk           | Georgië − Albanië | 2 − 1   |
| 13 | Tirana   | 6 februari 2013   | Vriendschappelijk           | Albanië − Georgië | 1 − 2   |
| 14 | Tirana   | 16 november 2015  | Vriendschappelijk           | Albanië − Georgië | 2 − 2   |
| 15 | Tirana   | 29 maart 2022     | Vriendschappelijk           | Albanië − Georgië | 0 − 0   |
| 16 | Tirana   | 10 september 2024 | UEFA Nations League 2024/25 | Albanië − Georgië | 0 − 1   |
| 17 | Tbilisi  | 14 oktober 2024   | UEFA Nations League 2024/25 | Georgië − Albanië | 0 − 1   |

## Samenvatting
| Competitie          | Totaal gespeeld | Winst Albanië | Gelijk | Winst Georgië | Doelsaldo Albanië – Georgië |
| ------------------- | --------------- | ------------- | ------ | ------------- | --------------------------- |
| WK-kwalificatie     | 2               | 1             | 0      | 1             | 3 − 4                       |
| EK-kwalificatie     | 6               | 2             | 0      | 4             | 6 − 8                       |
| UEFA Nations League | 2               | 1             | 0      | 1             | 1 − 1                       |
| Vriendschappelijk   | 7               | 0             | 4      | 3             | 4 − 11                      |
| Totaal              | 17              | 4             | 4      | 9             | 14 − 24                     |

Wedstrijden bepaald door strafschoppen worden, in lijn met de FIFA, als een gelijkspel gerekend.
FSHF · A-internationals · Bondscoaches · Statistieken · Albanees vrouwenelftal · Olympisch elftal · Albanië U21 · Albanië U20 · Albanië U19 · Albanië U18 · Albanië U17 · Albanië U16
1946 – 1949 · 
1950 – 1959 · 
1960 – 1969 · 
1970 – 1979 · 
1980 – 1989 · 
1990 – 1999 · 
2000 – 2009 · 
2010 – 2019 ·
2020 – 2029
EK 2016 · EK 2024
1946 · 
1947 · 
1948 · 
1949 · 
1950 · 
1951 · 
1952 · 
1953 · 
1954 · 1955 · 1956 · 
1957 · 
1958 · 
1959 · 1960 · 1961 · 1962 · 
1963 · 
1964 · 
1965 · 
1966 · 
1967 · 
1968 · 1969 · 
1970 · 
1971 · 
1972 · 
1973 · 
1974 · 1975 · 
1976 · 
1977 · 1978 · 1979 · 
1980 · 
1981 · 
1982 · 
1983 · 
1984 · 
1985 · 
1986 · 
1987 · 
1988 · 
1989 · 
1990 · 
1991 · 
1992 · 
1993 · 
1994 · 
1995 · 
1996 · 
1997 · 
1998 · 
1999 · 
2000 · 
2001 · 
2002 · 
2003 · 
2004 · 
2005 · 
2006 · 
2007 · 
2008 · 
2009 · 
2010 · 
2011 · 
2012 · 
2013 · 
2014 · 
2015 · 
2016 · 
2017 · 
2018 ·
2019 ·
2020 ·
2021 ·
2022 ·
2023 ·
2024
Algerije ·
Andorra ·
Argentinië ·
Armenië ·
Azerbeidzjan ·
Bahrein ·
België ·
Bosnië en Herzegovina ·
Bulgarije ·
Chili ·
China ·
Cuba ·
Cyprus ·
DDR ·
Denemarken ·
Duitsland ·
Engeland ·
Estland ·
Faeröer ·
Finland ·
Frankrijk ·
Georgië ·
Griekenland ·
Hongarije ·
Ierland ·
IJsland ·
Iran ·
Israël · 
Italië ·
Joegoslavië ·
Jordanië ·
Kameroen ·
Kazachstan ·
Kosovo ·
Kroatië ·
Letland ·
Liechtenstein ·
Litouwen ·
Luxemburg ·
Malta ·
Marokko ·
Mexico ·
Moldavië ·
Montenegro ·
Nederland ·
Noord-Ierland ·
Noord-Macedonië ·
Noorwegen ·
Oekraïne ·
Oezbekistan ·
Oostenrijk ·
Polen ·
Portugal ·
Qatar ·
Roemenië ·
Rusland ·
San Marino ·
Saoedi-Arabië ·
Schotland ·
Servië ·
Slovenië ·
Spanje ·
Tsjechië ·
Tsjecho-Slowakije ·
Turkije ·
Vietnam ·
Wales ·
Wit-Rusland ·
Zweden ·
Zwitserland
Frankrijk (2016) · 
Roemenië (2016) · 
Zwitserland (2016)
GFF · A-internationals · Bondscoaches · Statistieken · Georgisch vrouwenelftal · Georgië U21 · Georgië U20 · Georgië U19 · Georgië U18 · Georgië U17 · Georgië U16
1990 – 1999 ·
2000 – 2009 ·
2010 – 2019 ·
2020 − 2029
1990 · 
1991 · 
1992 · 
1993 · 
1994 · 
1995 · 
1996 · 
1997 · 
1998 · 
1999 · 
2000 · 
2001 · 
2002 · 
2003 · 
2004 · 
2005 · 
2006 · 
2007 · 
2008 · 
2009 · 
2010 · 
2011 · 
2012 · 
2013 · 
2014 · 
2015 ·
2016 ·
2017 ·
2018 ·
2019 ·
2020 ·
2021 ·
2022 ·
2023 ·
2024
Albanië ·
Andorra ·
Armenië ·
Azerbeidzjan ·
Bosnië en Herzegovina ·
Bulgarije ·
Cyprus ·
Denemarken ·
Duitsland ·
Egypte ·
Engeland ·
Estland ·
Faeröer ·
Finland ·
Frankrijk ·
Gibraltar ·
Griekenland ·
Hongarije ·
Ierland ·
IJsland ·
Iran ·
Israël ·
Italië ·
Jordanië ·
Kameroen ·
Kazachstan ·
Kosovo ·
Kroatië ·
Letland ·
Libanon ·
Liechtenstein ·
Litouwen ·
Luxemburg ·
Malta ·
Marokko ·
Moldavië ·
Mongolië ·
Montenegro · 
Nederland ·
Nieuw-Zeeland ·
Nigeria ·
Noord-Ierland ·
Noord-Macedonië ·
Noorwegen ·
Oekraïne ·
Oezbekistan ·
Oostenrijk ·
Paraguay ·
Polen ·
Portugal ·
Qatar ·
Roemenië ·
Rusland ·
Saint Kitts en Nevis ·
Saoedi-Arabië ·
Schotland ·
Servië ·
Slovenië ·
Slowakije ·
Spanje ·
Thailand ·
Tsjechië ·
Tunesië ·
Turkije ·
Uruguay ·
Verenigde Arabische Emiraten ·
Wales ·
Wit-Rusland ·
Zuid-Afrika ·
Zuid-Korea ·
Zweden ·
Zwitserland